# Ingelfinger-Regel
Die Ingelfinger-Regel (englisch Ingelfinger rule) besagt, dass einmal veröffentlichte Artikel kein zweites Mal von einer wissenschaftlichen Fachzeitschrift angenommen werden. 

## Geschichte
Die Ingelfinger-Regel wurde 1969 von Franz J. Ingelfinger, dem damaligen Herausgeber des The New England Journal of Medicine (NEJM), aufgestellt. Die Regel wurde von den meisten wissenschaftlichen Journalen übernommen und prägte die Forschungslandschaft.

## Eigenschaften
Die Ingelfinger-Regel soll sicherstellen, dass medizinische Forschungsberichte zunächst einem Peer-Review unterzogen werden sollten, bevor sie in der breiten Öffentlichkeit angepriesen werden. Ärzte sind in der Lage medizinische Neuerungen besser zu bewerten als Laien. Vorzeitige Werbung für medizinische Forschungsergebnisse trage nur zur Verwirrung der Öffentlichkeit bei. Darüber hinaus sollte verhindert werden, dass Forscher ihre Publikationsquote durch den Mehrfachabdruck in Fachzeitschriften künstlich erhöhen. Mit Online-Vorveröffentlichungen und der Duplikation in Webarchiven (z. B. ArXiv) wird diese Regel für Online-Veröffentlichungen durchbrochen.